# Баттенбергское кружево

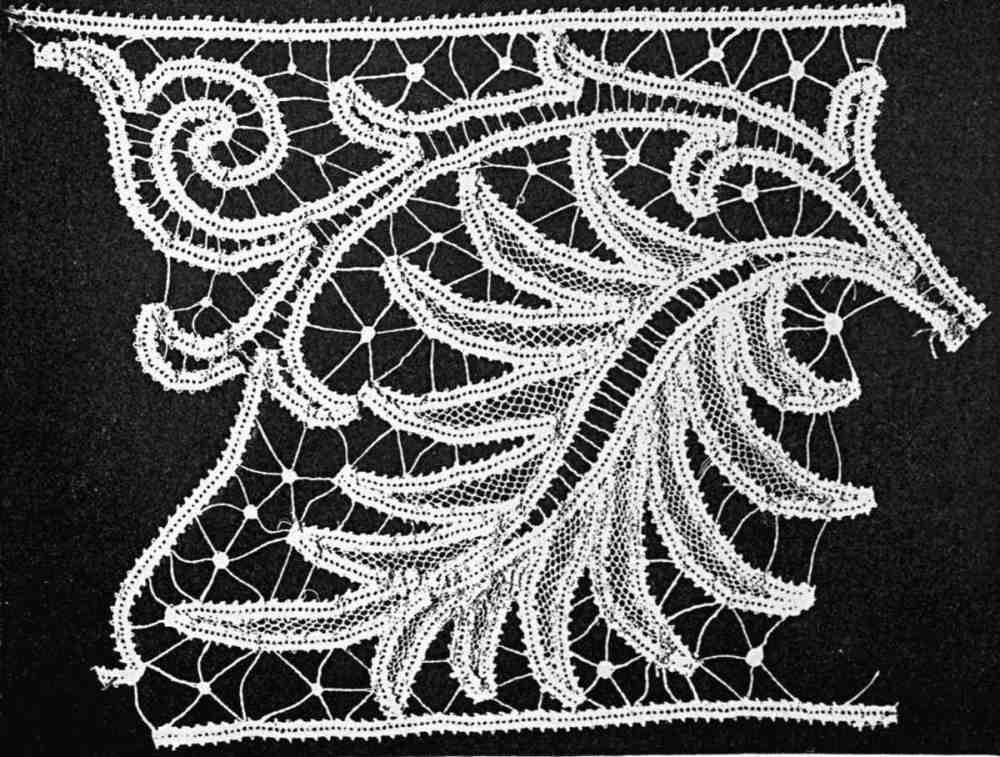
баттенбергское кружево

Баттенбергское кружево — разновидность ленточного кружева  американского происхождения, разработанное и впервые изготовленное Сарой Хэдли из Нью-Йорка. 
Узор формируется из готовых лент машинной работы, которые  фиксируются в местах соединения между собой. На изгибах они присбариваются, образуя подобие ленты, специально выплетенной для этих целей. Тесьмы и ленты, употреблявшиеся для изготовления кружево, главным образом, черные, белые, цвета экрю и соломенно-желтые. Форма и размер их -  самые разнообразные: широкие, узкие, толстые и тонкие, с ажурными краями и без них, с краями пико и с краями медальном. 
Б. Шапиро отмечает, что другое название кружева - "Ренессанс". Интересно, что в Европе данное кружево определенного орнамента имело еще одно название - "русское кружево". 

## Этимология
Существует две версии названия кружева.
Это американское кружево было названо то ли в честь свадьбы принцессы Беатрис, младшей дочери королевы Виктории, с принцем Генрихом Баттенбергским, то ли от овдовевшей принцессы Беатрис. 

## История

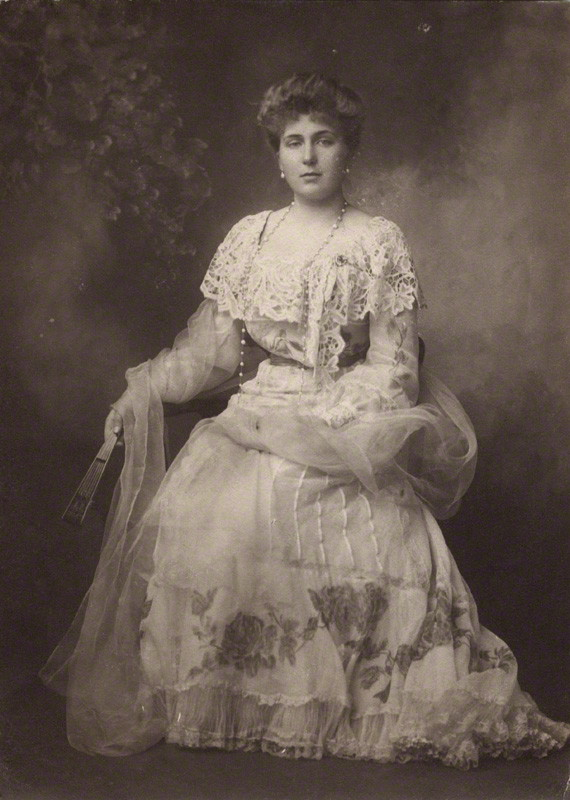
Эна Баттенбергская в платье из кружева

С ростом популярности баттенбергского кружева все ленточные кружева (иногда называемые плетеными кружевами  ) в США стали называть баттенбергским кружевом.
Некоторые считают его формой ренессансного кружева  или Dentelle Renaissance, как его до сих пор называют в Бельгии. Другие исследователи считают ренессансное кружево другим типом ленточного кружева.  Ленточные шнурки были известны в XIX веке как современные точечные шнурки,  поскольку заполняющие стежки были очень похожи на те, что встречаются в настоящих точечных шнурках. 
В ленточных кружевах XIX-го века в качестве контура используется недорогая лента машинного плетения, и доступность этой коммерческой ленты привела к росту популярности баттенбергского  кружева.  Первоначально баттенбергское кружево было тяжелее, чем другие машинные ленточные кружева, такие как кружево Princess. 

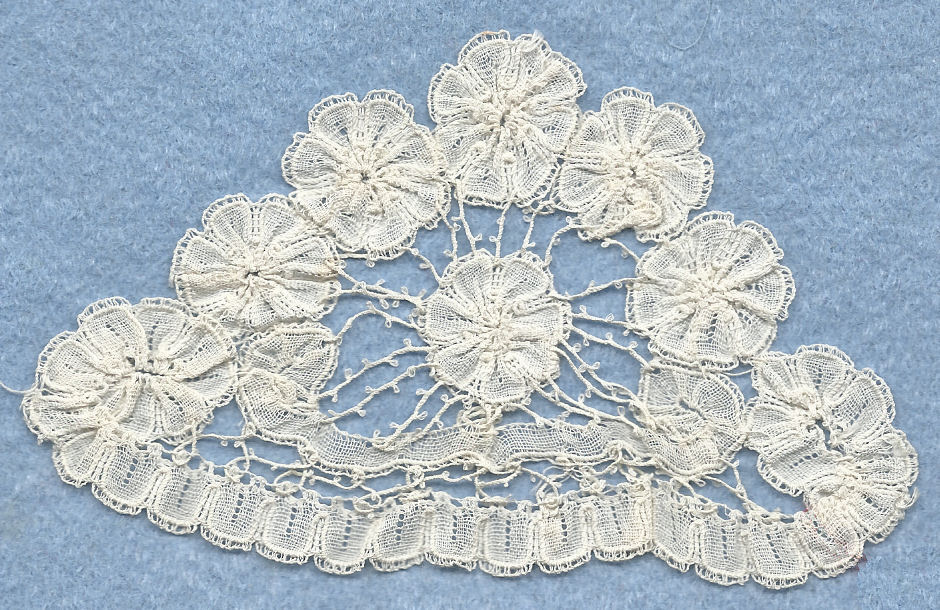
кружево принцессы

Баттенбергское кружево часто использовалось в качестве окантовки и было особенно популярно в Соединенных Штатах в XIX веке.  
К концу 1800-х годов в таких компаниях, как Butterick, Sears и Montgomery Ward, можно было купить самые разнообразные ленты и узоры, отпечатанные на розовом или белом муслине. 
В конце XIX - начале XX века именно данный вид кружево был один из наиболее модных сортов кружева, в это время оно имело репутацию самого современного.  Пик популярности был в Америке, где с 1893 года носило имя "Королевский баттенберг", поскольку именно его выбирали  для своих свадебных платьев невесты королевских домов Европы. Эти девушки, как звезды таблоидов и светской хроники, были символом актуальной моды как потребительниц Старого и особенно Нового Света. 

## Особенности
Кружево изготавливается с использованием коклюшек и игл или только игл.  В оригинальном баттенбергском кружеве использовался только один стежок: пико с петлей. Другие стежки, которые позже использовались, включают плоское колесо (также известное как паук или розетка) и кольца или «пуговицы». 
В этой технике делаются преимущественно крупные вещи: головные уборы, большие воротники "Берты", троакары, мантильи, платья, веера и маркизы (купола зонтов от солнца). Кроме того, кружевом в форме краев, прошивок и медальнов отделывались интерьерный текстиль, нательное, столовое и постельное белье. 

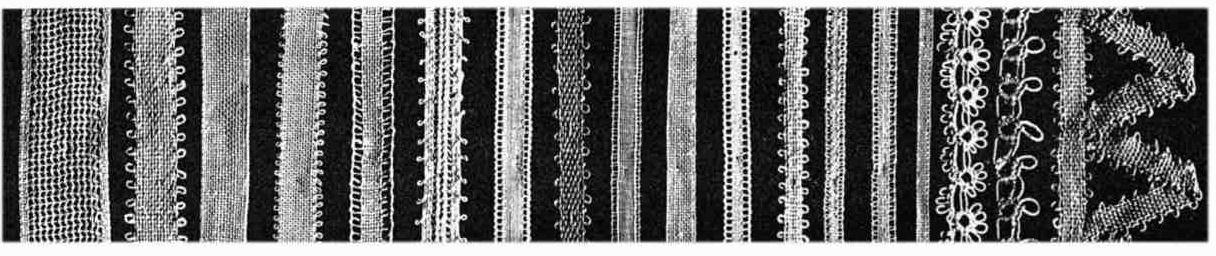
Лента для баттенбергского кружева